# Palazzo Della Ripa
Palazzo Della Ripa era un edificio di Firenze, situato in via Verdi e oggi sostituito da una palazzina in angolo con via Ghibellina 93 e con affaccio posteriore su via Giovanni da Verrazzano 11.

## Storia e descrizione

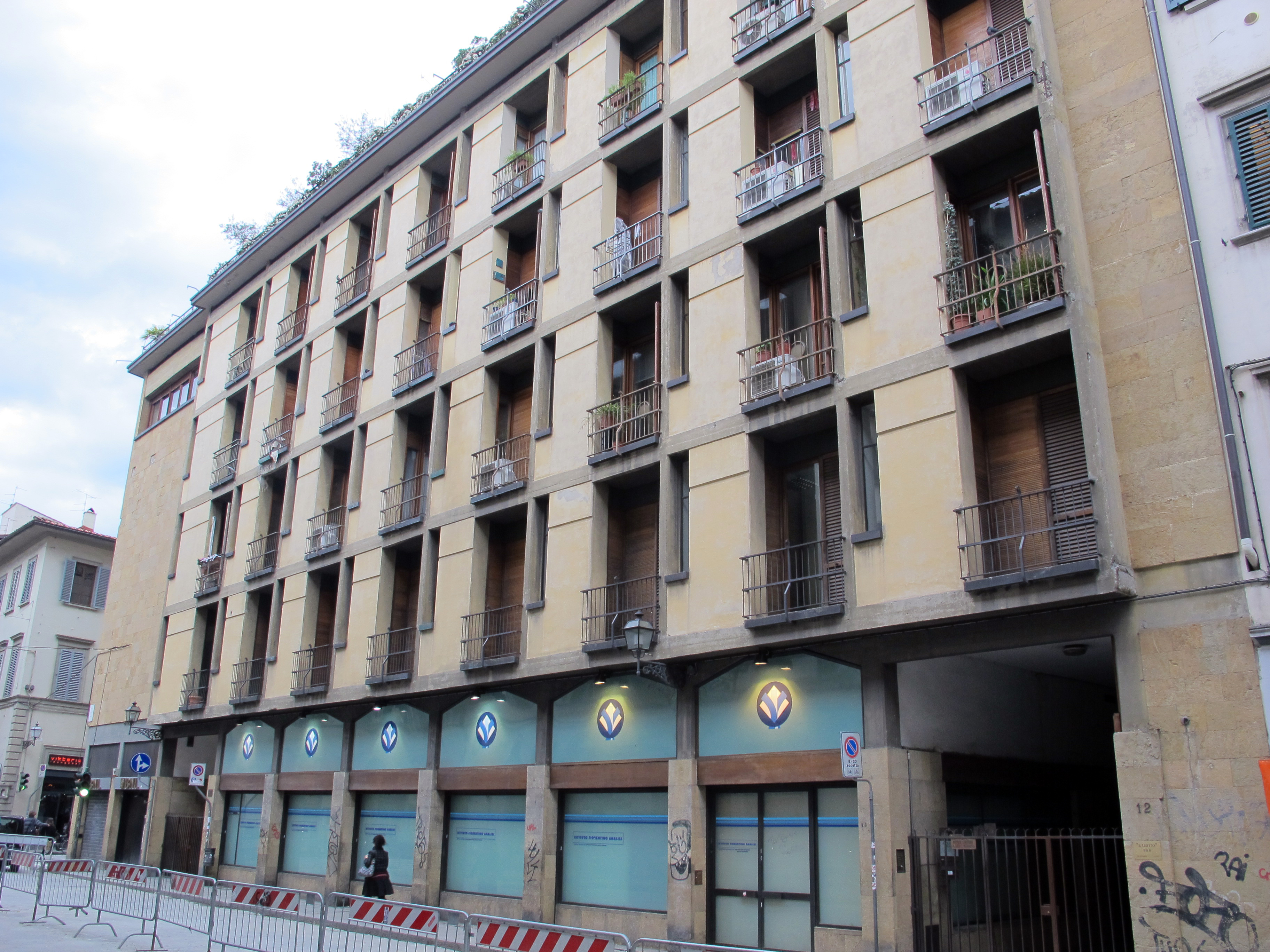
Vista da via Verdi

Quella che si vede oggi è una palazzina di cinque piani più un attico, eretta sul "canto degli Aranci" nel 1961-1962, su progetto dell'architetto Rolando Pagnini in collaborazione con Giorgio Giuseppe Gori. Il carattere moderno dell'edificio non meriterebbe particolari note se non per la notevole storia del luogo precedentemente all'odierna realizzazione.
Qui era infatti un'antica costruzione caratterizzata da un ampio giardino, che diede in nome al Canto degli aranci. Era stata degli Jacopi, poi dei Fabbrini e dei Barsanti, ed è più volte ricordata dalla letteratura come luogo deputato al ritrovo di poeti improvvisatori, notevolmente restaurata e ingrandita nel 1835 dall'architetto Niccolò Matas, quello della facciata di Santa Croce. Così annotava Emilio Bacciotti: «La famiglia Jacopi possedé questo palazzo unitamente all'annesso giardino fino al 1688, passò quindi ne' Fabbrini, famiglia oriunda da Figline, che nel 1835 lo vendé agli attuali proprietari Della Ripa che lo fecero rimodernare ed ingrandire col disegno dell'architetto Niccolò Matas».
Giunta notizia di una sua possibile demolizione per far spazio a una moderna palazzina, l'edificio fu dichiarato di particolare interesse e quindi sottoposto a vincolo architettonico con Decreto Ministeriale del 22 settembre 1958, segnalando sia il valore storico del luogo, sia la presenza di alcuni ambienti decorati con pitture murali con scene della Divina Commedia di Dante, sia, soprattutto, la necessità di salvaguardare il contesto urbano del quadrivio, segnato dall'altra grande realizzazione ottocentesca del teatro Verdi. Impugnato dai proprietari il decreto, questo venne annullato su pronunzia del Consiglio di Stato nel maggio 1960, adducendo la scarsa rappresentatività di questa architettura neoclassica. Le demolizioni iniziarono così lo stesso anno, nonostante i tentativi del soprintendente Alfredo Barbacci e di Ugo Procacci, in parte sostenuti dalla stampa cittadina e accompagnati successivamente dalla richiesta di salvare con uno stacco almeno le decorazioni murali che, invece, vennero impietosamente distrutte per far posto all'attuale immobile.
La revoca ufficiale del vincolo fu emessa con Decreto Ministeriale del 20 gennaio 1964, oramai conclusi i lavori.